# مرسيدس أيه إم جي جي تي
مرسيدس أيه أم جي جي تي أس هي سيارة رياضية ذات بابين صُنعت بالكامل في قسم أيه أم جي الرياضي بشركة مرسيدس الألمانية. تعتبر هذه السيارة هي ثاني سيارة تصنع بالكامل في فرع أيه أم جي الرياضي بشركة مرسيدس. تحمل السيارة هوية تصميمية مستمدة من مرسيدس أس أل أس التي تم إيقاف إنتاجها، بالإضافة إلى لمسات من مرسيدس أس كلاس كوبيه.
تمتلك السيارة محرك يتكون من 8 أسطوانات سعة 4 لترات مع شاحن توربيني مزدوج يولد قوة 456 حصاناً و650 نيوتن/متر من عزم الدوران، لنسخة جي تي العادية و 503 حصان لنسخة جي تي أس  يتصل بناقل حركة أوتوماتيكي من سبع سرعات ثنائي التعشيق. تتسارع السيارة من 0 إلى 100 كم/س في 3.8 ثانية قبل أن تصل إلى سرعتها القصوى 310 كم/س لنسخة جي تي أس أما النسخة العادية تصل سرعتها إلى 304 كلم/س. ويكمن أن تتسارع من صفر إلى 100 كلم/س. في خلال 4 ثوانٍ فقط.
تتميز هذه السيارة بامتلاكها 18 مصباح ليد عالية التوهج في كل جهة. جدير بالذكر أن السيارة ستتوفر بعدة ألوان، منها: أحمر، أصفر، أسود،رمادي، أزرق، فضي، أبيض وأزرق.
في 28 أكتوبر 2021 ، أعلنت مرسيدس-بنز عن سيارة مرسيدس- AMG R232 SL-Class الجديدة كخلف مباشر لنسخة الرودستر.

## معرض صور

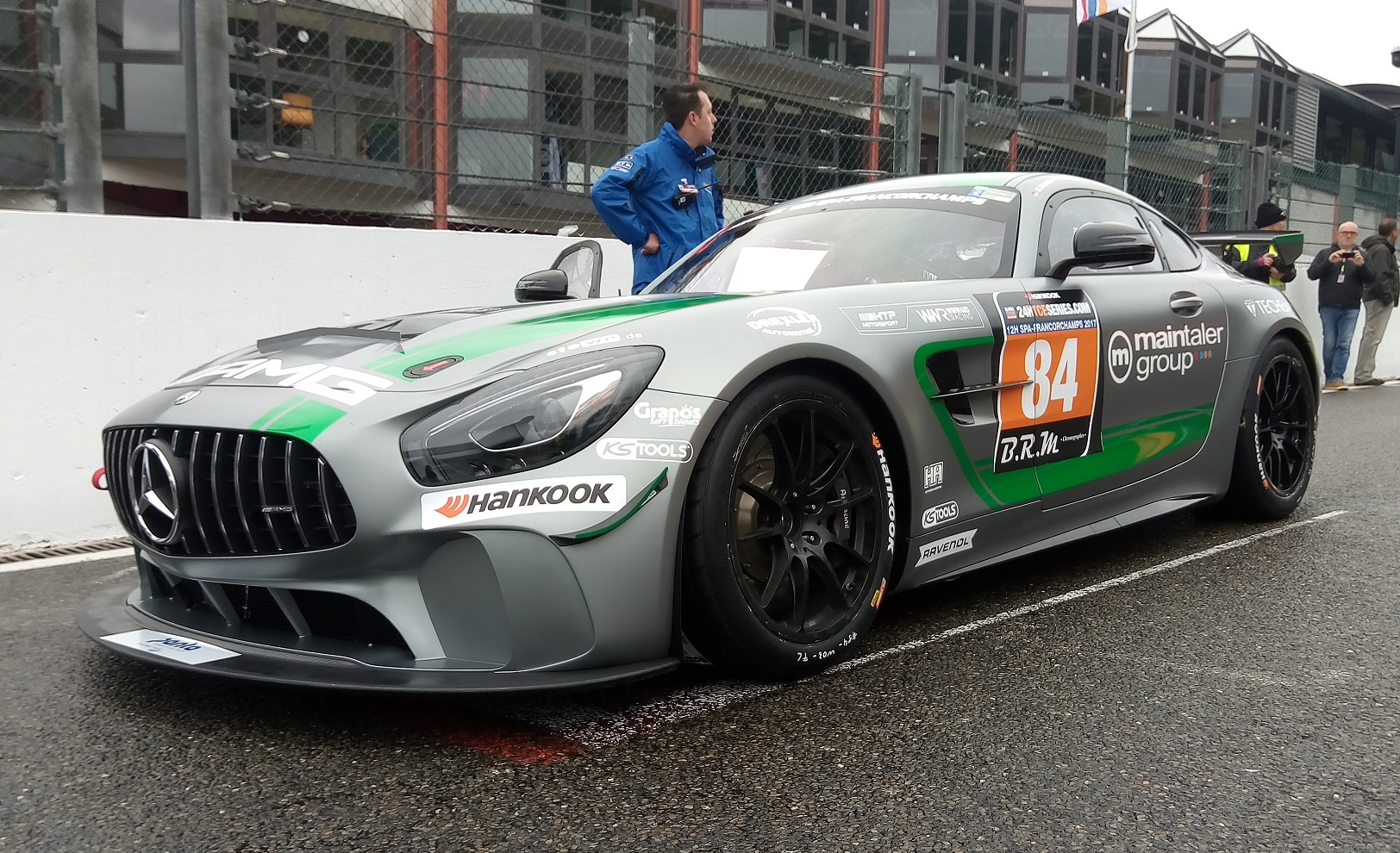
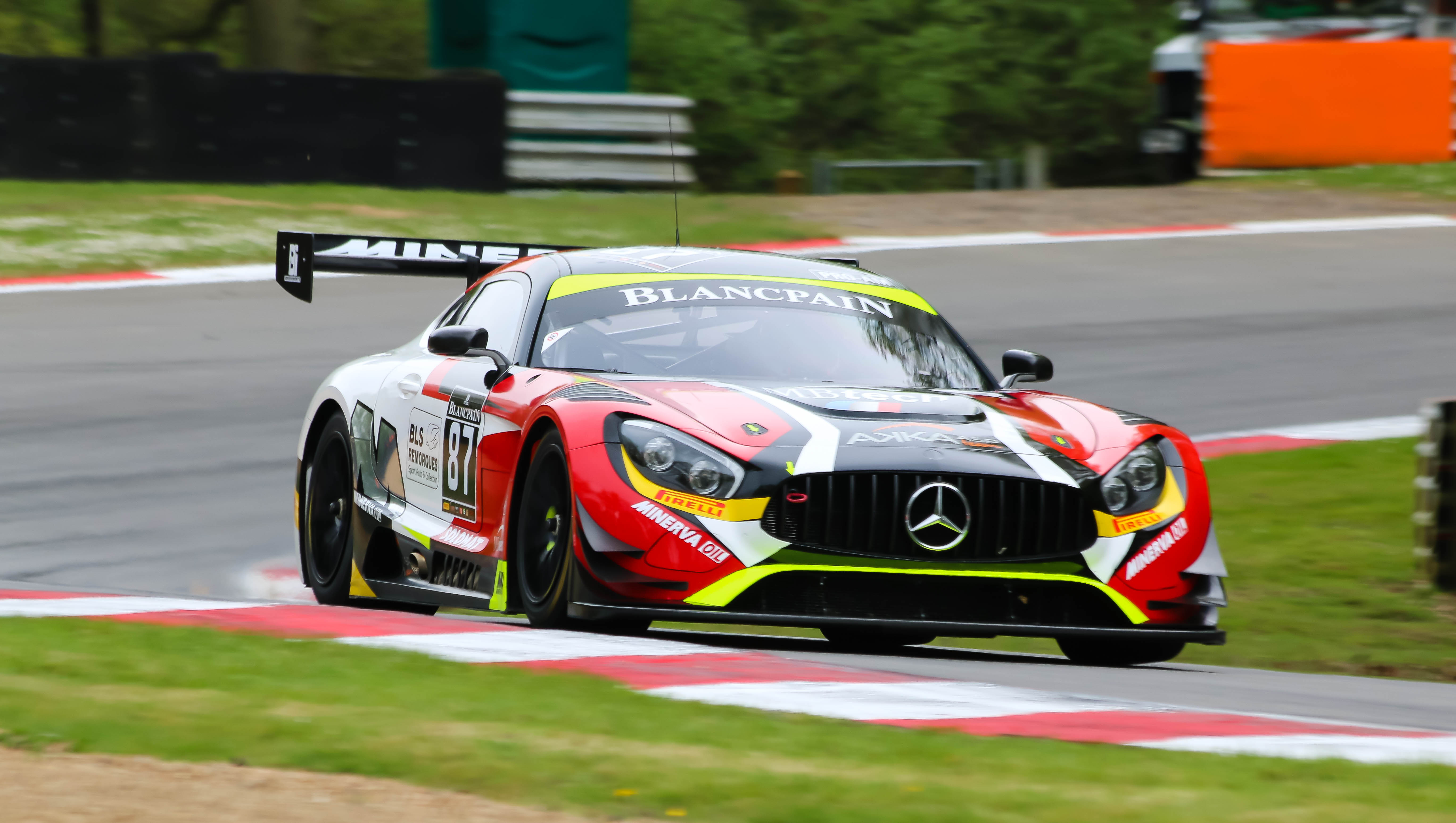
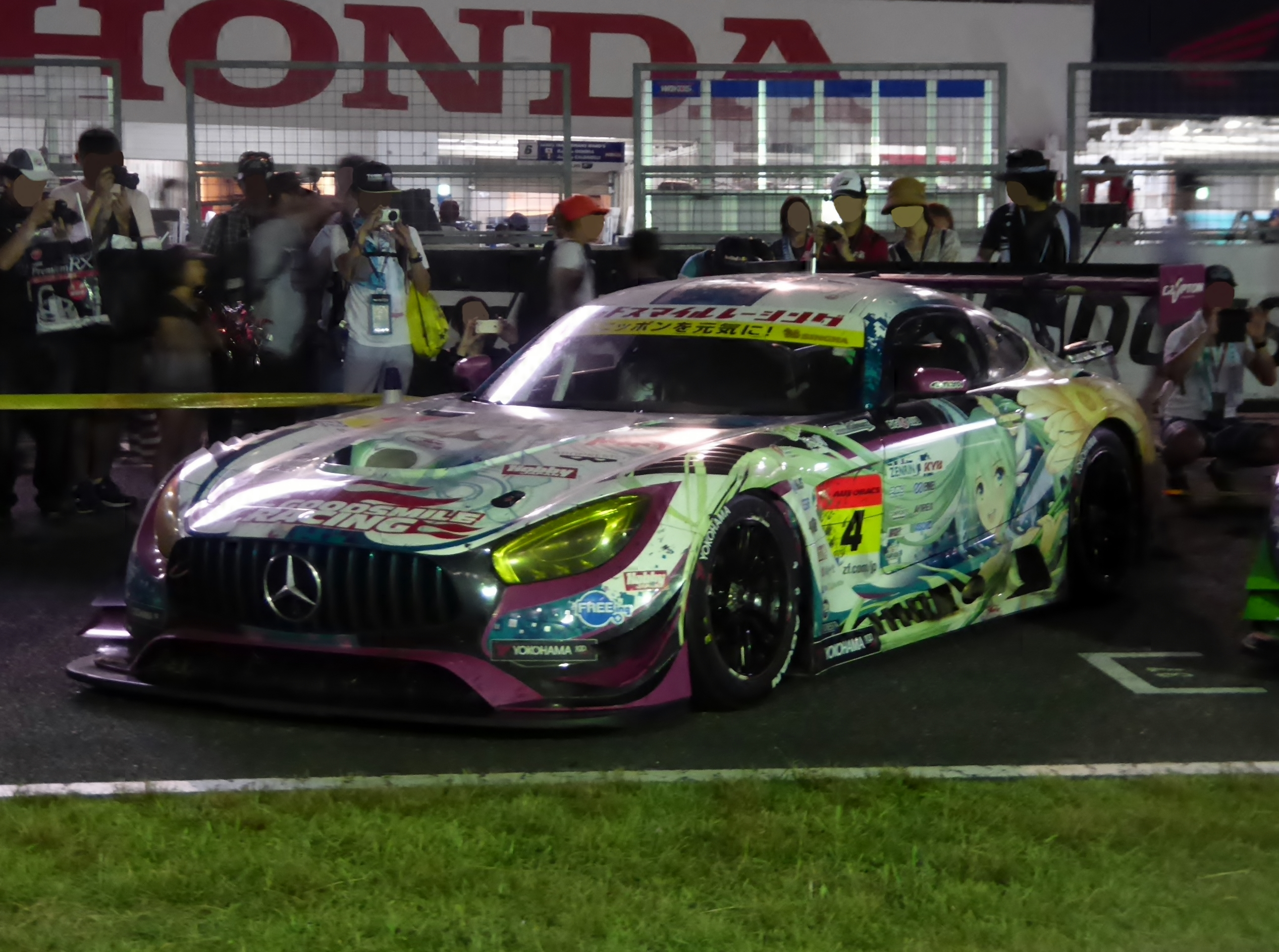
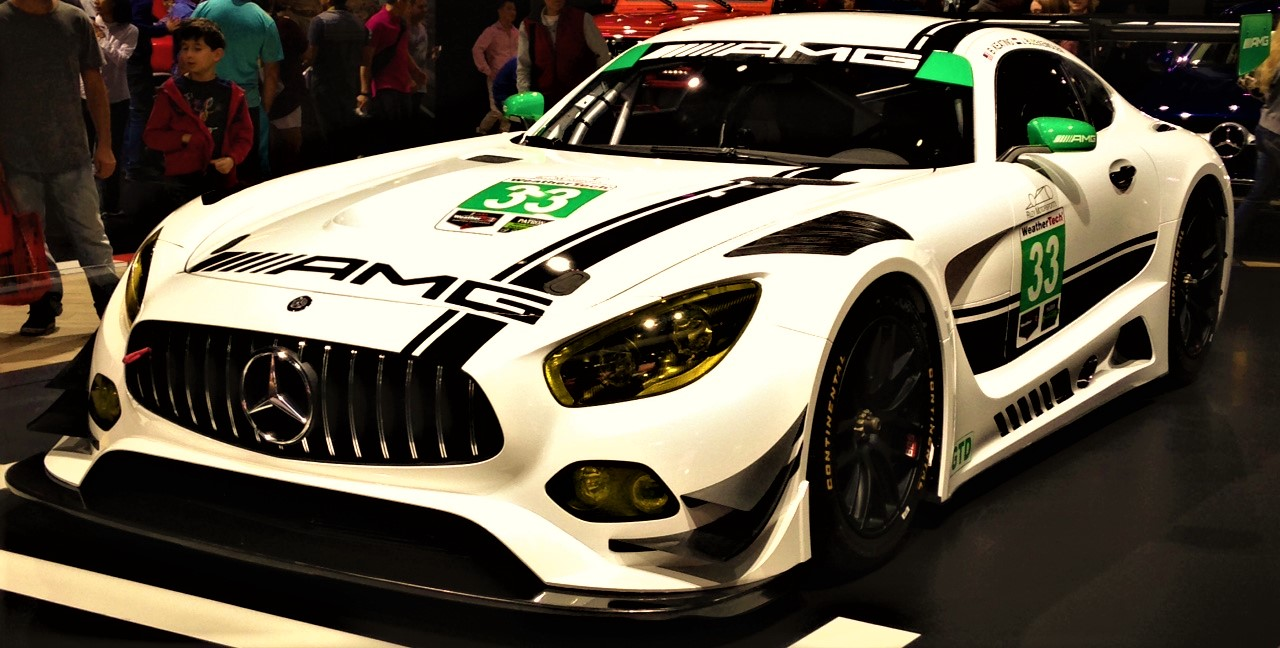